# Left Hand Path
Albums de Entombed
Clandestine
(1991)
Left Hand Path est le premier album studio du groupe de Death metal suédois Entombed. L'album est sorti le premier mai 1990 sous le label Earache Records.
Cet album a eu une grande influence sur la scène Death metal, en particulier sur la scène Death metal suédoise. Cet album a eu par exemple une grande influence sur le groupe Dismember.
L'album est une critique de la théorie religieuse de la Voie de la main gauche et voie de la main droite. Le titre éponyme de l'album ouvre d'ailleurs sur des vers d'un écrit sur cette théorie.

## Musiciens
- Lars Göran Petrov - Chant
- Uffe Cederlund - Guitare, Basse
- Alex Hellid - Guitare
- Nicke Andersson - Batterie, Basse

## Liste des morceaux
1. Left Hand Path – 6:41
2. Drowned – 4:04
3. Revel in Flesh – 3:45
4. When Life Has Ceased – 4:13
5. Supposed to Rot – 2:06
6. But Life Goes On – 3:02
7. Bitter Loss – 4:25
8. Morbid Devourment – 5:27
9. Abnormally Deceased – 3:01
10. The Truth Beyond – 3:28